# 左谷蠡王 (狐鹿姑单于之子)
左谷蠡王（?—?），中國西汉年间匈奴狐鹿姑单于之子，壶衍鞮单于之弟，名不詳，壶衍鞮单于即位后，封為左谷蠡王。
卫律在世时，常言和亲的好处，匈奴人不信。卫律死后，匈奴兵困国贫。左谷蠡王想到卫律的话，想要和亲可是害怕汉朝不听，所以不肯先说，常派左右给汉使者透风。想南侵越来越少，待汉使越来越亲厚，来渐致和亲，汉朝也羁縻。之后，左谷蠡王死。明年，壶衍鞮单于重新南侵汉朝，但经常遭遇失败。